# 3JS
3JS — нідерландський гурт з Волендаму, Північна Голландія, який складається з Яна Даллеса, Яапа Квакмана та Яапа де Вітте. Група стала національно відомо після успішного випуску свого дебютного альбому, Watermensen в 2007 році зі своїми друзями Яном Смітом та Ніком і Саймоном.

## Біографія
Назва групи ґрунтується на іменах трьох членів групи; Jan Dulles, Jaap Kwakman and Jaap de Witte. Троє хлопців знають один одного з 1996 року.

### Watermensen (2007—2008)
8 червня 2007 року група випустила свій перший студійний альбом, Watermensen (англ. Water people). Альбом був записаний повністю на домашній студії. Всі композиції саморобні і гурт випустив їх за свій власний кошт. Альбом приніс скромні хіти «Kom», «Net alsof», «Een met de bomen», «Watermensen» and «Wiegelied». 6 липня 2007, альбом досяг шостої позиції на Мега Альбом Top 100 і протримався 87 тижнів в топ-100.
Влітку 2007 року, телевізійна програма під назвою 3JS komen eraan випустила передачу про групу в ефір на місцевому каналі, RTV Noord-Holland яка тривала протягом восьми тижнів. Програма обрала Яна Сміта, з групою членів постійних гостей на програму.
21 січня 2008 група разом з Ален Кларк, Ваутер Гемел, Нік і Саймон та Томас Берге отримали оригінальний Рембрандт. Цю премію присуджує Stichting Nederlandse Muziek за пісні, в яких видатні тексти та оригінальні композиції. А одразу через день вони виграли у 2007 році Zilveren Harp. Обидві нагороди були завойовані за свій дебютний альбом Watermensen.

### Kamers van m'n hart (2008—2009)
У жовтні 2008 року група випустила свій другий альбом, Kamers van m'n hart (англ. Chambers of my heart). Перший сингл, «Hou van mij», був в десятці найкращих хітів, який досяг четвертої сходинки Single Top 100. Альбом мав такий самий успіх, як і попередній, альбом досягнув 4 місця в перший же тиждень на Мега Альбом Top 100, і тримався сорок тижнів у хіт-парадах.

### Dromers en dwazen (2010-сьогодні)
Третій альбом 3JS, якому дали назву Dromers en dwazen (англ. Dreamers and fools) вийшов навесні 2010 року. Група випустила свій перший сингл з альбому, «Loop met me over zee» (англ. Walk with me by the sea), 27 жовтня 2010.

## Пісенний конкурс Євробачення 2011
Під час радіошоу, гурт оголосив, що вони будуть представляти Нідерланди на Пісенному конкурсі Євробачення 2011 в Німеччині, з нідерландською телекомпанією, Televisie Radio Omroep Stichting (TROS). 3JS виступив у другому півфіналі конкурсу з піснею «Never Alone», 12 травня, але до фіналу не пройшов .
Гурт запише ще п'ять пісень до кінця 2010 року, які будуть виконані у національному фіналі (Nationaal Songfestival) на початку 2011 року, під час якого громадськість і професійне журі будуть голосувати за свою улюблену пісню.

## Дискографія

### Альбоми
| Рік  | Назва               | Позиції в чартах | Сертифікати (продажів) |
| Рік  | Назва               | NED              | Сертифікати (продажів) |
| ---- | ------------------- | ---------------- | ---------------------- |
| 2007 | Watermensen         | 6                | - NED: Золото          |
| 2008 | Kamers van m'n hart | 4                | - NED: Золото          |
| 2010 | Dromers en dwazen   | 3                |                        |

### Сингли
| Рік  | Пісня                                   | Позиції в чартах | Альбом              |
| Рік  | Пісня                                   | NED              | Альбом              |
| ---- | --------------------------------------- | ---------------- | ------------------- |
| 2007 | «Kom»                                   | 24               | Watermensen         |
| 2007 | «Net alsof»                             | 10               | Watermensen         |
| 2007 | «Eén met de bomen»                      | 16               | Watermensen         |
| 2007 | «Eén met de bomen / De zomer voorbij»   | 49               | Watermensen         |
| 2008 | «Watermensen»                           | 7                | Watermensen         |
| 2008 | «Wiegelied»                             | 8                | Watermensen         |
| 2008 | «Hou van mij»                           | 4                | Kamers van m'n hart |
| 2009 | «Kamers van m'n hart»                   | 28               | Kamers van m'n hart |
| 2009 | «Bevlogen als vogels»                   | 8                | Kamers van m'n hart |
| 2009 | «Vandaag ben ik vrij / Alles overnieuw» | 16               | Kamers van m'n hart |
| 2010 | «Loop met me over zee»                  | 7                | Dromers en dwazen   |
| 2010 | «Geloven in het leven»                  | 9                | Dromers en dwazen   |